# Fritz Wondrejz
Fritz Wondrejz (* 6. Januar 1911 in Arnsdorf, heute Arnoltice; † 19. Mai 1970 in Derenburg) war ein deutscher Glasgestalter.

## Leben und Werk
Wondrejz‘ Vater Franz Wondrejz betrieb um 1930/1935 in Arnsdorf eine Glasmalerei. Wondrejz besuchte von 1925 bis 1929 die Staatsfachschule für Glasindustrie in Haida. Dann studierte er bis 1931 an der Allgemeinen Schule und von 1932 bis 1934 bei František Kysela (1881–1941) an der Meisterschule der Staatlichen Kunstgewerbeschule Prag. Von 1936 bis 1937 arbeitete er als Glasmaler in der Glasindustrie Nordböhmens. Von 1937 bis 1939 war er Glas-Entwurfszeichner in den Böhmisch-Mährischen Glaswerken A. G. Krasna und dann bis 1940 bei der Fa. Ludwig Moser in Karlsbad. Neben seiner beruflichen Arbeit betätigte sich Wondrejz, wohl nur sporadisch, auch als Grafiker, insbesondere als Holzschneider.
Wondrejz wurde in der Folge des Zweiten Weltkriegs aus der Tschechoslowakei vertrieben und kam in die Sowjetische Besatzungszone.
Von 1946 bis 1949 arbeitete er als Maler in der Harzer Spielzeugwarenfabrik und von 1949 bis 1952 als Entwurfszeichner im zum Glaswerk Harzkristall Derenburg gehörenden VEB Hohlglasveredlung. Von 1952 bis 1955 war er Porträt- und Figurenmaler bei der DEWAG-Werbung Halberstadt-Wernigerode. 
1955 holte ihn Friedrich Bundtzen als Glasgestalter in die Werkstatt für Glasgestaltung Weißwasser, wo er bis 1960 blieb. Die meisten Gläser Wondrejz‘ erhielten das Gütezeichen des Kunsthandwerks der DDR. Einige gehörten zu den ersten mit dem Zeichen Gute Form ausgezeichneten industriellen Produkten.
Von 1960 bis 1962 war Wondrejz Gebrauchsgrafiker bei der DEWAG-Werbung. Als er sich dann im VEB Glaswerk Harzkristall Derenburg vorstellte, war der Werkleiter Fritz Sitte begeistert von dessen handwerklicher Meisterschaft: „Das Kristallglas gehorchte dem leisesten Druck seiner Finger. Es sah spielerisch aus, wie sich Schliff auf Schliff gesellte, die polierten Flächen vielfältig und effektvoll das Licht reflektierten.“ Wondrejz wurde als erster fest angestellter Formgestalter des Werks angenommen und arbeitete bis zu seinem frühen Ableben. Er begründete dort die Tradition modernen, aber hochveredelten Glases.
Wondrejz war Mitglied des Verbands Bildender Künstler der DDR und u. a. 1958 auf der Vierten Deutschen Kunstausstellung in Dresden vertreten.
Von ihm entworfene und industriell gefertigte Gläser befinden sich u. a. im Kunstgewerbemuseum Dresden.